# Преображенский (Владимирская область)
Преображенский — хутор в Судогодском районе Владимирской области России, входит в состав Андреевского сельского поселения.

## География
Хутор расположен в 6 км на восток от центра поселения посёлка Андреево и 26 км на восток от райцентра Судогды.

## История
Известен с начала XX века как Преображенский хрустальный завод, входил в состав Ликинской волости Судогодского уезда, с 1926 года — в составе Мошенской волости Владимирского уезда. В 1905 году в хуторе числилось 26 дворов, в 1926 году на стеклозаводе Красная Звезда — 23 двора.
С 1929 года хутор входил в состав Брыкинского сельсовета Судогодского района, с 1940 года — в составе Андреевского сельсовета, с 1954 года — в составе Ликинского сельсовета, с 2005 года — в составе Андреевского сельского поселения.

## Население
| 1905 | 1926 | 2002 | 2010 | 2021 |
| ---- | ---- | ---- | ---- | ---- |
| 205  | ↘98  | ↘0   | →0   | →0   |